# 미셀 바렛

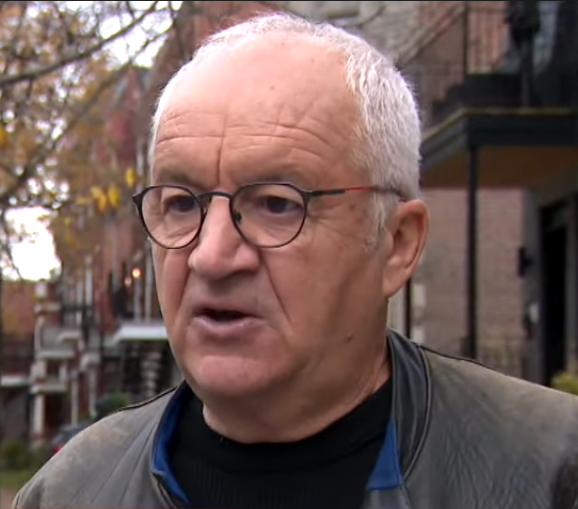

미셀 바렛(Michel Barrette, 1957년 4월 26일 ~ )은 캐나다의 배우, 텔레비전 배우이다.

## 영화
- 더 헤어 오브 더 비스트 (2010년)
- 비명 (2010년)
- 오로라 (2005년)
- 모리스 리차드 (2005년)
- 아버지와 아들 (2003년)